# قطب‌آباد (بم)
قطب‌آباد، روستایی در دهستان روداب غربی بخش بروات شهرستان بم در استان کرمان ایران است.

## جمعیت
بر پایه سرشماری عمومی نفوس و مسکن در سال ۱۳۹۵، جمعیت این روستا برابر با ۲٬۶۹۹ نفر (۹۶۳ خانوار) بوده‌است.